# 南慰礼站
南慰禮站（韩语：／ Namwirye yeok */?）是首都圈電鐵8號線沿線的一座高架車站，位於韓國京畿道城南市壽井區福井洞。本站目前是8號線唯一的高架車站。

## 車站構造
站體為2面2線側式月台的高架車站，候車月台皆設有月台幕門，並有5處出口。

### 月台
| 福井 ↑ |
| \| 上  |
| ↓ 山城 |

| 月台 | 路線           | 目的地                             |
| ---- | -------------- | ---------------------------------- |
| 上行 | ●首爾地鐵8號線 | 福井、可樂市場、石村、别內方向     |
| 下行 | ●首爾地鐵8號線 | 山城、丹岱五岔路口、壽進、牡丹方向 |

## 歷史
- 2018年4月16日：開工。
- 2021年12月28日：落成啟用。

## 車站周邊
- 昌國川
- 福井高校
- 慰禮119消防安全中心
- 楊原君李憘（朝鲜语：양원군 (성종)）之墓

## 圖片

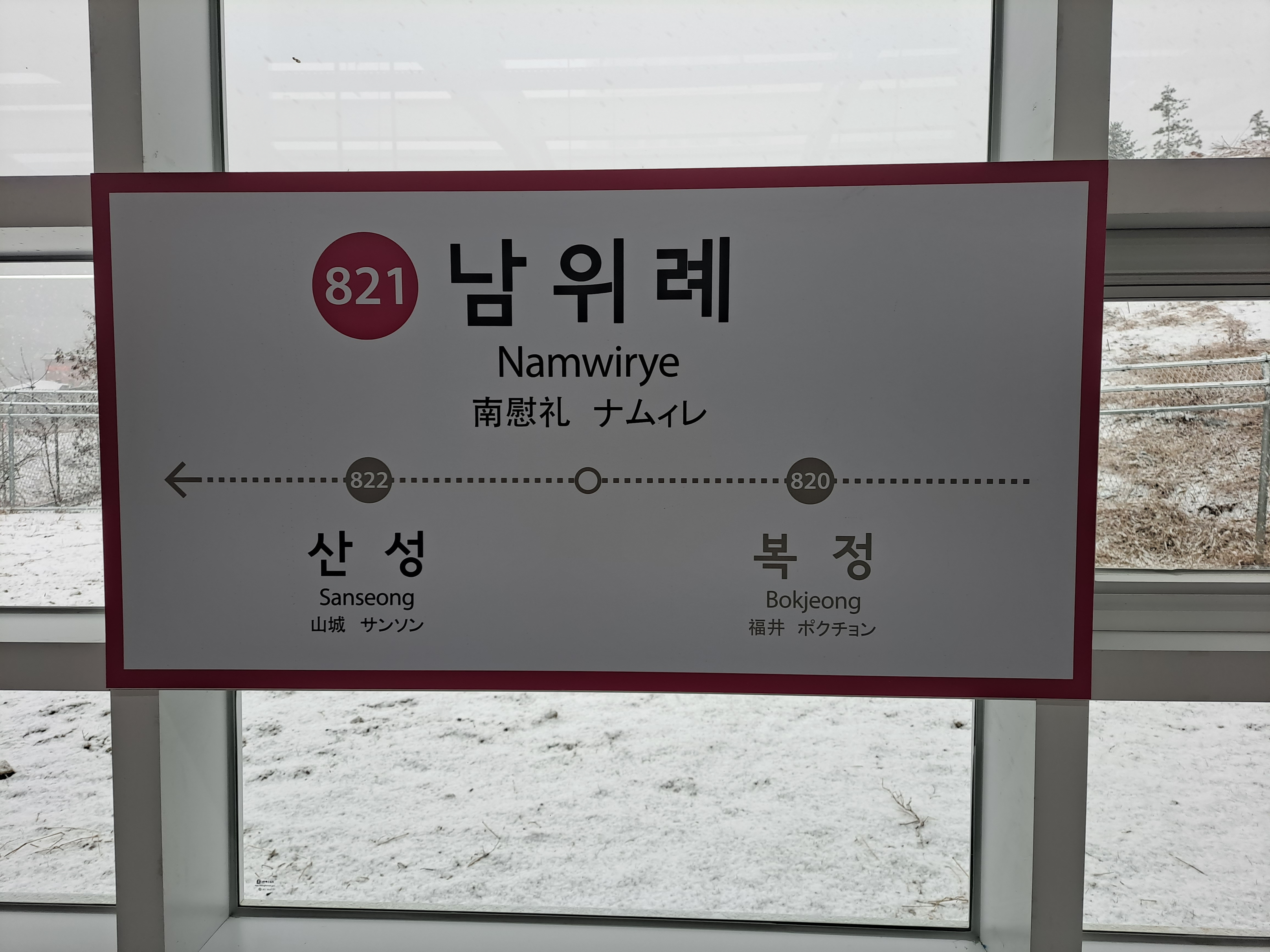
站名牌
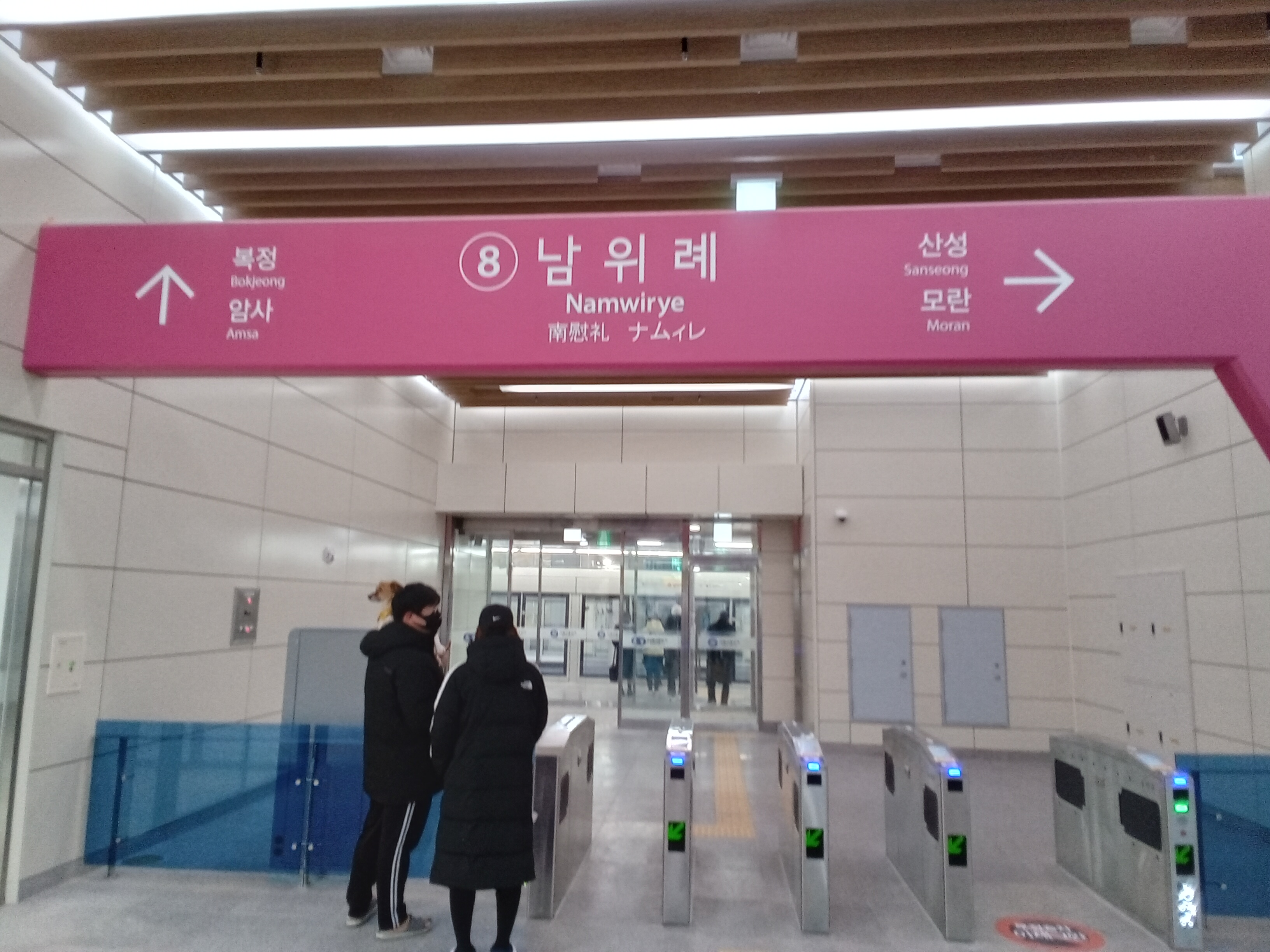
剪票閘口
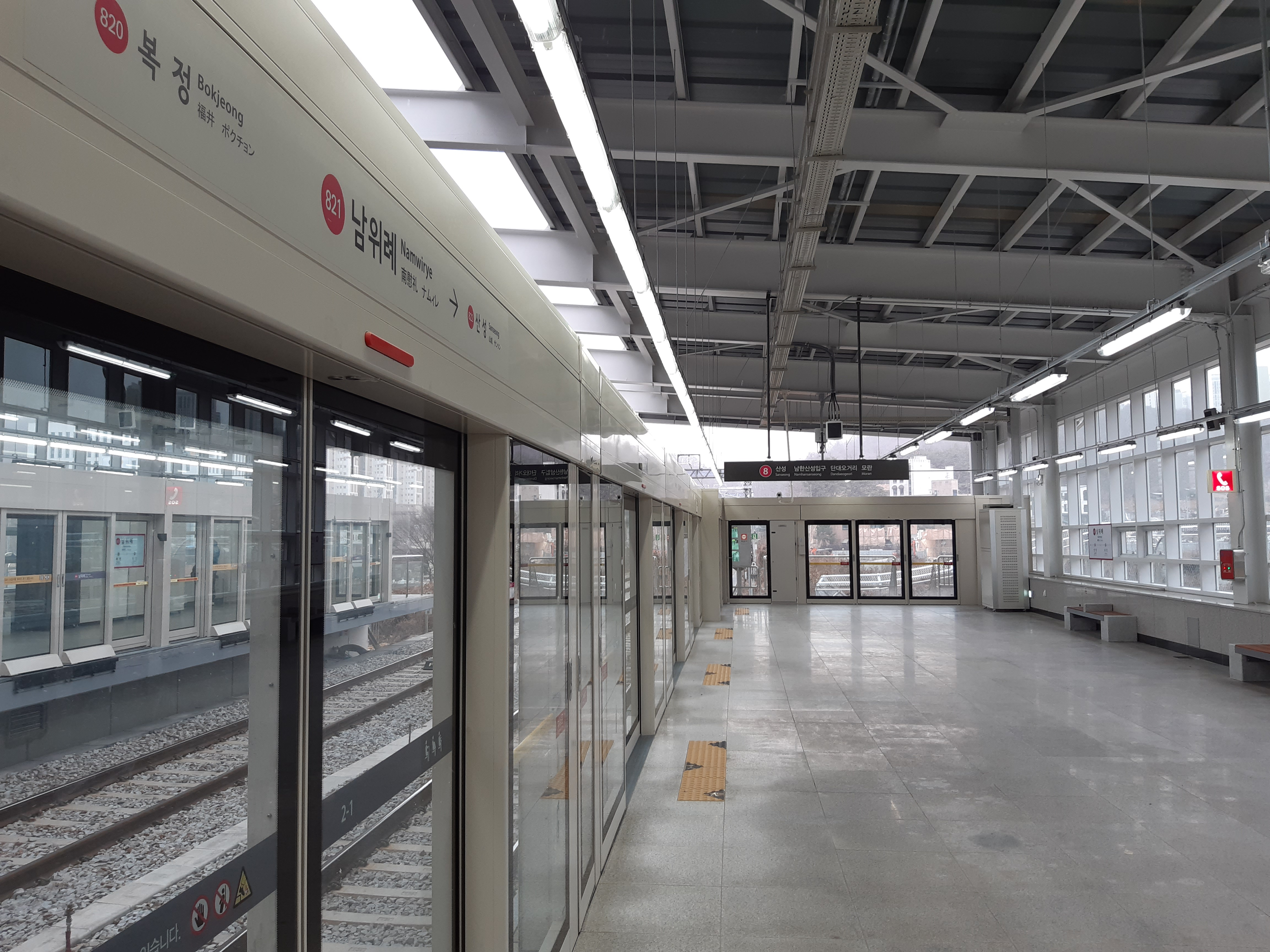
候車月台

## 相鄰車站
首爾交通公社
●首爾地鐵8號線
福井（820）－南慰礼（821）－山城（822）